# Мангбе Маду
Мангбе Маду (д/н — 1912) — фаама (володар) Кабадугу у 1875—1893 роках.

## Життєпис
Походив з династії Туре. Третій син фаами Вакаби. Про молоді роки обмаль відомостей. 1875 року після смерті брата Вамукутара успадкував трон.
Продовжив політику попередника, проте успішним грабіжницьким походам заважало посилення держави Васулу. 1878 року спалахнуло потужне повстання рабів та голоти в Кабадугу. Лише 1879 року надзвичайним напруженням зусиль Мангбе Маду вдалося його придушити. Але воно завдало відчутного удару економіці та військовій потузі.
Посилення французького впливу у внутрішній долині Нігеру та Гвінеї змусило фааму Кабадугу шукати союзників. 1881 року він уклав договір з Саморі, фаамою Васулу. Втім доволі швидко останній набув першості через більшу потугу та вплив у регіоні. В результаті Вангбе Маду опинився у ролі васала.
У 1888 році проводив військові кампанії проти ослабленої держави Конг, яка 1889 року визнала французький протекторат. В результаті становище Кабадугу погіршилося.
У 1890 року долучився до війни Саморі з французькими військами. 1892 року розбитий Саморі відступив до Кабадугу. Водночас наступ французів посилився з півночі, де підкорено державу Кенедугу. Присутність військ Саморі в Кабадугу викликало невдоволення місцевого населення. При цьому продовжився наступ французів, що завдали союзникам низку поразок. 13 лютого 1893 року вони зайняли столицю Кабадугу — Софадугу.
В результаті до влади прийшов інший брат Мангбе Маду — Моріба. При цьому Мангбе Маду і Саморі не залишили меж Кабадугу. Фаама Моріба, бажаючи звільнитися від брата, 1897 року звернувся по допомогу до французів.
Мангбе Маду діяв спільно з Саморі до остаточної поразки 1898 року. Після полону його заслали до Тімбукту. 1905 року колишній фаама дістав дозвіл повернутися до Софадугу, перейменоване на Одієнне. Тут він помер 1912 року.